# 渚の妖精ぎばさちゃん
『渚の妖精ぎばさちゃん 』(なぎさのようせいぎばさちゃん)とは、サンキュロットインフォによって生み出された、海藻アカモクをモチーフとした萌えキャラクターである。

## 誕生の経緯
宮城県塩竃市で活動する団体「Code for Shiogama」が2014年5月に浦戸諸島で実施した「島ソン」におけるアカモク販促プロジェクトから、東北ずん子をヒントにしてキャラクターを作ることが考案された。名称は秋田県でのアカモクの呼び名「ぎばさ」を使用し、加熱によって色が変わる特性から気分で頭髪の色が変わるという属性が加えられた。デザインはクラウドワークスで公募した36種類の候補から選ばれている。
アカモクの販促目的や東日本大震災復興イベントの場合には基本的に無償使用を許可しており、地元で販売されているアカモクの商品にも図柄が使用されている。
2016年に「萌えキャラグランプリ2016」で、メガミマガジン賞を受賞した。

## プロフィール
本名は赤杢ぎばさ(あかもく ぎばさ)。身長は152cm、体重はアカモク43kg分。宮城県塩竈市浦戸諸島生まれで、誕生日は5月25日。年齢はTPOに合わせてランダムとなる。髪の毛はアカモクで出来ており、普段はピンク色だが、気合が入ると緑色に変化する。イルカのような泳ぎ方をする。悪い子には必殺サルガッソーホールド。